# Waukesha, Wisconsin
Waukesha là một thành phố thuộc quận Waukesha, tiểu bang Wisconsin, Hoa Kỳ. Năm 2000, dân số của thành phố này là 64825 người.